# 퇴마 포송령 천녀유혼전
《퇴마 포송령: 천녀유혼전》(神探蒲松龄之兰若仙踪, The Knight of Shadows: Between Yin and Yang)은 중국에서 제작된 얀 지아 감독의 2018년 판타지, 코미디 영화이다. 성룡 등이 주연으로 출연하였다. 이 영화는 중국에서 2019년 2월 5일 개봉되었다.

## 출연

### 주연
- 성룡
- 원경천
- 종초희
- 임백굉
- 레이먼드 람

### 조연
- 교삼
- 원경단

## 기타
- DIT 수퍼바이저: 구재모